# Barrio Alvarado
Barrio Alvarado är en ort i Mexiko.   Den ligger i kommunen San Juan Guichicovi och delstaten Oaxaca, i den sydöstra delen av landet, 500 km sydost om huvudstaden Mexico City. Barrio Alvarado ligger 244 meter över havet och antalet invånare är 208.
Terrängen runt Barrio Alvarado är kuperad västerut, men österut är den platt. Terrängen runt Barrio Alvarado sluttar österut. Runt Barrio Alvarado är det ganska glesbefolkat, med 45 invånare per kvadratkilometer. Närmaste större samhälle är Matías Romero, 8,4 km sydost om Barrio Alvarado. Omgivningarna runt Barrio Alvarado är en mosaik av jordbruksmark och naturlig växtlighet.